# Dionys Mascolo
Dionys Mascolo (1916 - 20 de agosto de 1997) fue un pensador y ensayista francés cercano al movimiento comunista.

## Biografía
Miembro del comité de lectura en la editorial Gallimard durante la Ocupación, conoce allí a Marguerite Duras, de quien se convierte en amante y establece una amistad con Robert Antelme, marido de Marguerite. Con ellos, Mascolo funda el «grupo de la calle Saint-Benoît». Se une a la Resistencia en el equipo dirigido por François Mitterrand. En el momento de la Liberación, participa junto a Edgar Morin en el repatriamiento de un agonizante Robert Antelme desde el campo de concentración de Dachau, como lo cuenta Marguerite Duras en su relato autobiográfico La Douleur ("El Dolor"). Mascolo se casa con Duras en 1947. Tuvieron un hijo, Jean Mascolo. La pareja se separó en 1956.
En 1946, Mascolo se adhiere al Partido comunista francés (PCF) con el que rompe en 1949. Antigaullista y anticolonialista, es en 1955 uno de los principales animadores del Comité des intellectuels français contre la poursuite de la guerre en Afrique du Nord. 
Especialista de Nietzsche y de Saint-Just, sus reflexiones se orientan principalmente hacia el papel del intelectual en las luchas revolucionarias. Su obra principal es Le Communisme, publicada en 1953 por la editorial Gallimard. 
En 1958, funda con Jean Schuster una revista antigaullista, Le 14 juillet.
En 1960, redacta con Maurice Blanchot y Jean Schuster, la Déclaration sur le droit à l'insoumission dans la guerre d'Algérie (más conocido como Manifeste des 121). 
En 1989, es filmado por Gérard Courant para la serie Cinématon. Es el número 1146 de esa antología cinematográfica. El cineasta también lo filmó para sus otras series (Lire (en 1989), Couple (en 1989) y Portrait de groupe (en 1990).
Dionys Mascolo muere el 20 de agosto de 1997.
Dionys Mascolo tuvo dos hijos : Jean Mascolo con Marguerite Duras y Jeanne.

## Cita
« Ser revolucionario, no significa ser un poco más de izquierdas, es incluso no ser de izquierdas. »

## Obras

### En francés
- Présentation des Œuvres de Saint-Just sous le pseudonyme de Jean Gratien, Éditions de la Cité Universelle, 1946
- Le communisme. Révolution et communication ou la dialectique des valeurs et des besoins, Gallimard, 1953
- Lettre polonaise : sur la misère intellectuelle en France, Les Éditions de Minuit, 1957
- Autour d'un effort de mémoire : sur une lettre de Robert Antelme, Maurice Nadeau, 1987
- De l'amour, Urdla éditions, 1993 ; rééd. Benoît Jacob, 1999
- Haine de la philosophie : Heidegger pour modèle, Paris, Jean-Michel Place, 1993
- Du rôle de l'intellectuel dans le mouvement révolutionnaire, ouvrage collectif (Jean-Paul Sartre, Bernard Pingaud, Dionys Mascolo)
- Marguerite Duras par Marguerite Duras, Jacques Lacan, Maurice Blanchot et Dionys Mascolo
- A la recherche d'un communisme de pensée, Fourbis, 1993
- Nietzsche, l'esprit moderne et l'Antéchrist, Farrago, 2000 (extrait de À la recherche d'un communisme de pensée)
- Entêtements, Benoît Jacob, 2004
- Lettre de Dionys Mascolo, 2011
- Sur le sens et l'usage du mot gauche - suivi de contre les idéologies de la mauvaise conscience, Nouvelles éditions Lignes, 2011

### En español
- En torno a un esfuerzo de memoria. Sobre una carta de Robert Antelme, traducción de Isidro Herrera, Arena Libros, Madrid, 2005.

## Sobre Mascolo
- Maurice Blanchot, « Sur une approche du communisme », in L’amitié, Paris, 1971, (p. 109-114)
- Martin Crowley, « Dionys Mascolo: Art, Politics, Revolt », in Forum for Modern Language Studies, 2006 (42): 139-150
- Alain Jugnon, Communismes de pensée. Surya, Mascolo, Bataille, Lignes, 2016.

## Filmografía
- Jaune le soleil de Marguerite Duras, 1971.
- La Femme du Gange de Marguerite Duras, 1974.
- Flammes de Adolfo Arrieta, 1978.